# Кръгово движение
Кръговото движение е кръгово кръстовище – пътен възел, в който пътното движение преминава в кръгова посока около централен остров.
Кръговите движения, в съвременния им вид, са стандартизирани във Великобритания, въз основа на опита от кръговия трафик в САЩ, но сега са често срещани в много страни по света.